# Zagreb Glavni kolodvor
Zagreb Glavni kolodvor (vertaald Zagreb Hoofdstation) is het centrale treinstation van de Kroatische hoofdstad Zagreb.
Vanaf 1862 was Zagreb met de trein bereikbaar. Dit was echter met het huidige weststation van de stad. Het centrale treinstation, ontworpen door de architect Ferenc Pfaff, werd geopend op 1 juli 1892. Het station is tweemaal gerenoveerd, in 1987 en in 2006.